# أسرة فلف
أسرة فلف (غويلف؛ Guelf أو Guelph)؛ سلالة الأوروبية تشمل العديد من الملوك ألمانيا وبريطانيا من القرن الحادي عشر حتى القرن العشرين، وأيضا الإمبراطور إيفان السادس من روسيا في القرن الثامن عشر.
يعتبر أسرة فلف بجانب كابيتيون وأسرة ريغنار من أقدم أسر الأوروبية الأستقراطية نسلها موجود حتى يومنا هذا.

## الأصول
آل فلف هو فرع من آل إستي أفراد هذه الأسرة عاشت في منطقة لومبارديا أواخر القرن التاسع والعاشر، فإحيانا تسمى بـ فلف-إستي؛ مؤسس هذه الأسرة هو فلف الأول، دوق بافاريا بحيث ورث أملاك أسرة فلف الأكبر فرع شوابيا بعد وفاة خاله فلف، دوق كارينثيا وفيرونا في 1055، فـ فلف الأول هو ابن كونيغوند من ألتدورف وألبرتو أزو الثاني، مارغريف ميلانو، ففي 1070 أصبح فلف الرابع، دوق بافاريا.
فلف الثاني، دوق بافاريا ابنه تزوج من ماتيلدا من توسكانا، ومع وفاتها ترك ممتلكات بما في ذلك توسكانا، فيرارا، مودينا، مانتوفا، وريجيو التي لعبت دوراً هاماً في نزاع التنصيب، وقفت الأسرة بجانب البابا، بعد انقسامات إلى جزبين البابا والإمبراطور، وكان هذا الحزب معروف بـ غويلفس (Guelfi).

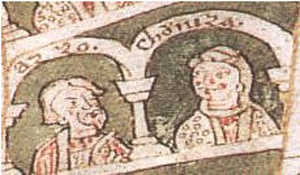
كونيغوند من ألتدورف، شقيقة فلف الثالث، زوجة ألبرتو أزو الثاني، كارغريف ميلانو، وهما والدا فلف الرابع.
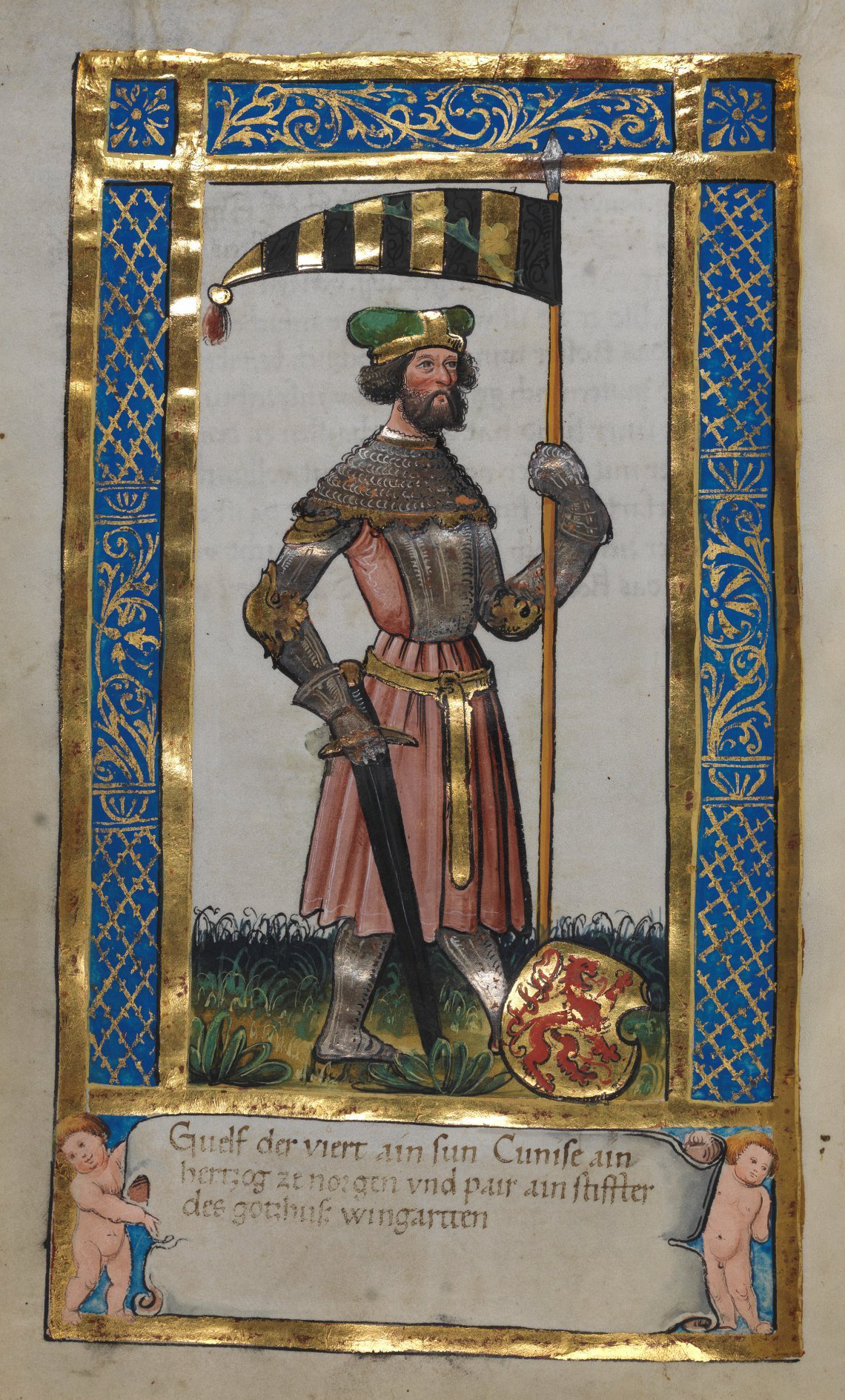
فلف الأول، دوق بافاريا "فلف الرابع" (ق. 1030/1040 – 1101)
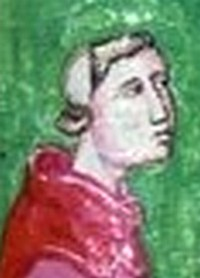
فلف الثاني، دوق بافاريا (1073–1120)

## بافاريا وساكسونيا
هاينريش التاسع، دوق بافاريا منذ 1120 حتى 1126 كان أول دوقات سلالة فلف يسمى هاينريش، كانت زوجته فولفهيلد وريثة أسرة بيلونغ بحيث كانت الأسرة تمتلك أراضي حول لونيبورغ في ساكسونيا السفلى، ابنهما هاينريش المتباهي كان صهر ووريث لوثر الثاني، إمبراطور روماني مقدس، بحيث أصبح دوق ساكسونيا مع وفاة لوثر، بحيث ترك لوثر أراضيه حول براونشفايغ التي ورثها والدته من البرونونيين لابنته جيرترود، في وقت لاحق أصبح زوجها هاينريش المتباهي أحد المرشحين في الانتخابات الإمبراطورية ضد كونراد الثالث من هوهنشتاوفن، ولكن هاينريش خسر الانتخابات ضده، ومع ذلك خشوا الأمراء الآخرون من قوته ومزاجه، بحيث نزع كونراد الثالث منه دوقياته، وأجبر شقيقه فلف السادس، مارغريف توسكانا على ترك أراضيه في شوابيا حول رافنسبيرغ التي كانت ضمن ممتلكات الأصلية لأسرة فلف الأكبر لصالح ابن شقيقه لاحقاً الإمبراطور فريدرش بربروسا ومن ثَّم لأسرة هوهنشتاوفن.

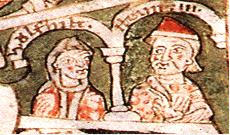
هاينريش الأسود، دوق بافاريا (1075–1126) وزوجته فولفهيلد من بيلونغ
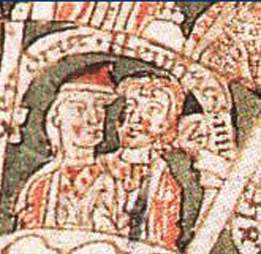
هاينريش المتباهي (1102–1139)، دوق ساكسونيا وبافاريا، وزوجته جيرترود ابنة الإمبراطور لوثر الثاني، دوق ساكسونيا
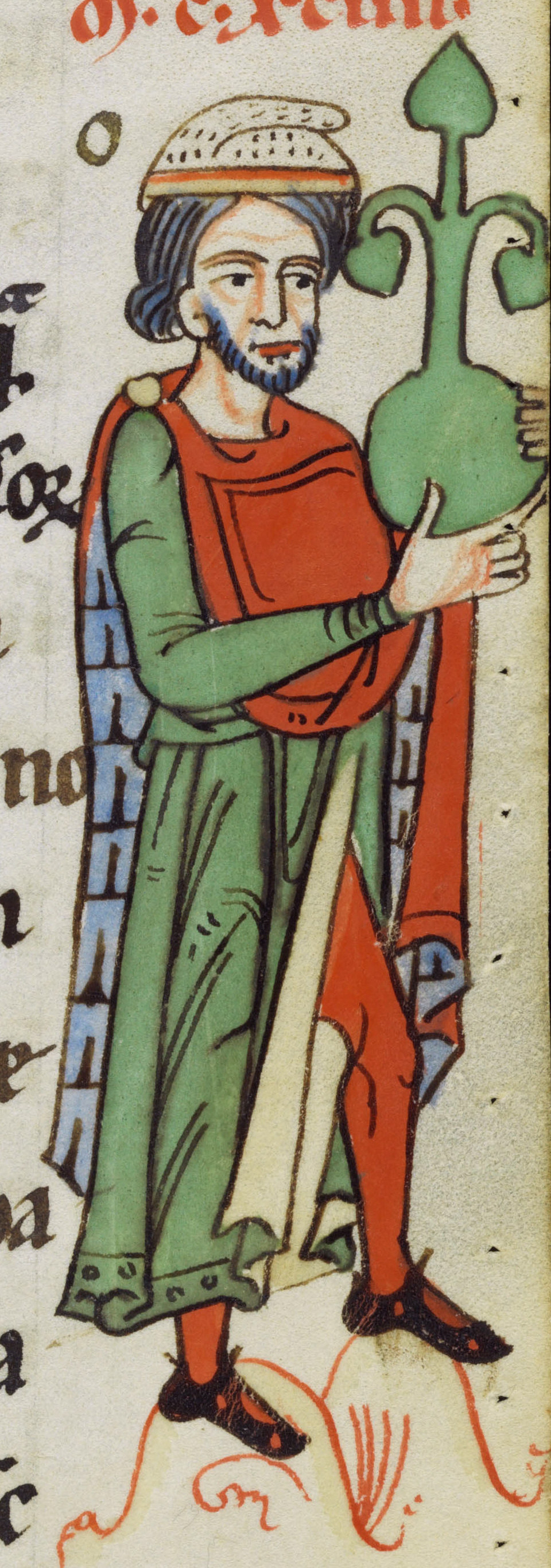
فلف السادس (1115–1191)، مارغريف توسكانا
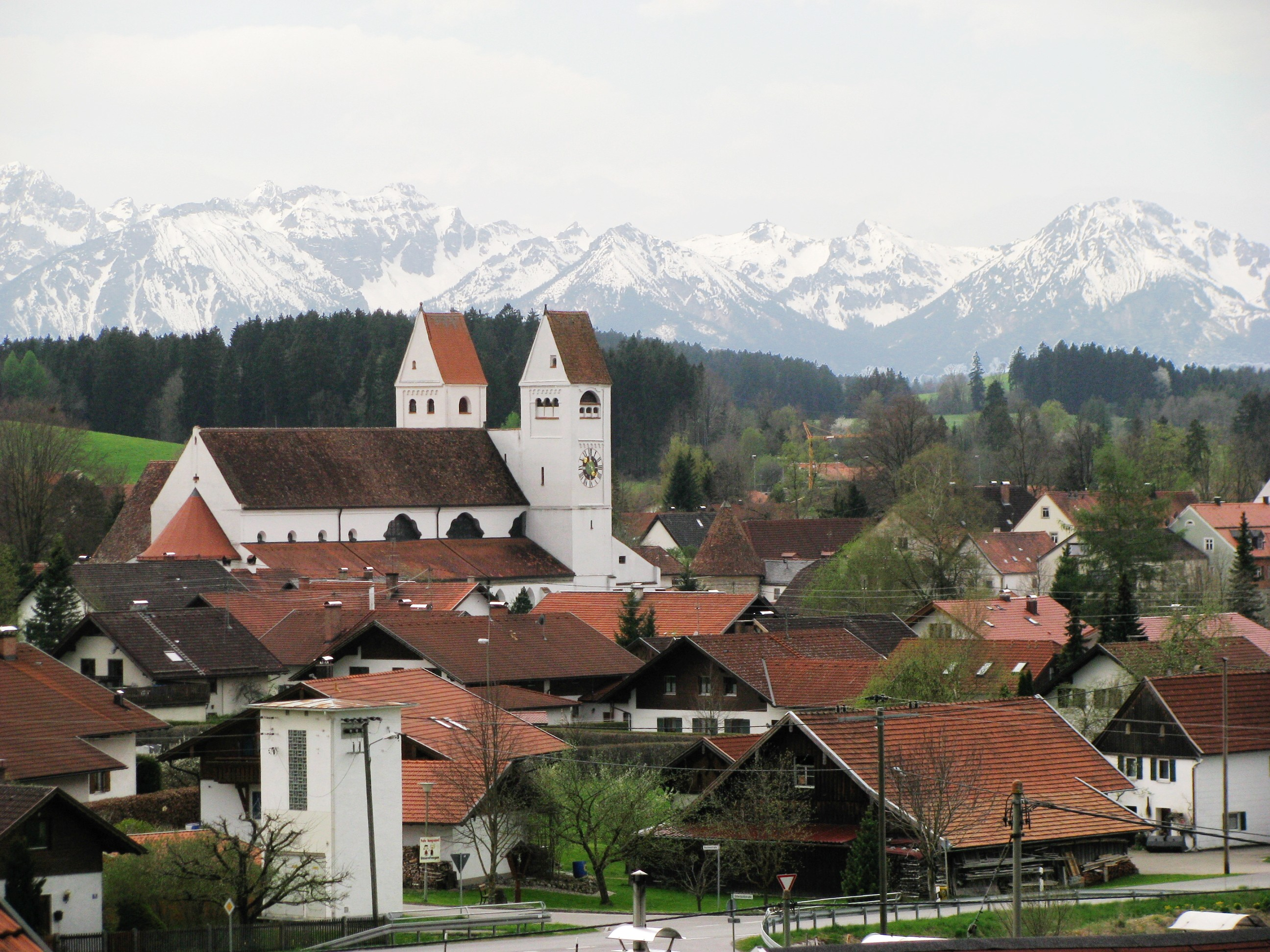
دير شتاينغادن، شوابيا، مكان دفن مؤسسها فلف السادس († 1191)

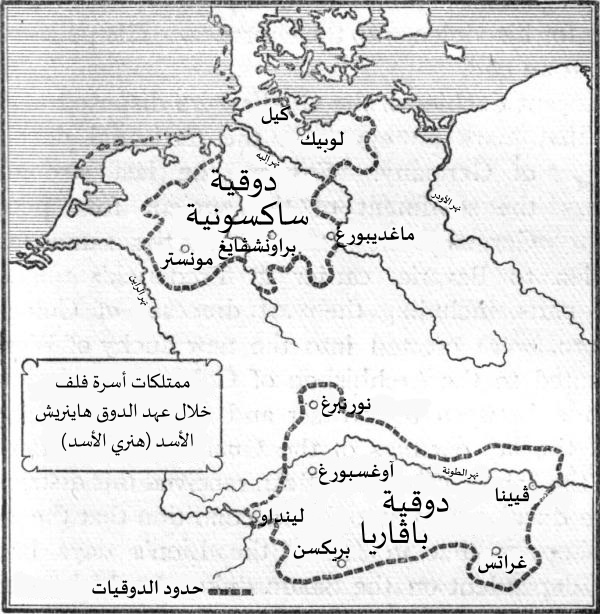
مملتكات فلف خلال عهد هاينريش الأسد

الوريث القادم لأسرة فلف هو هاينريش الأسد استطاع استعادة ممتلكات والده ساكونيا في 1142، وبافاريا في 1156، وبالتالي استطاع حكم أراضي واسعة في ألمانيا، وفي 1168 تزوج من ماتيلدا ابنة هنري الثاني ملك إنجلترا وإليانور الآكيتاينية وهي شقيقة ريتشارد قلب الأسد، وبذلك استطاع كسب المزيد من الحلفاء، حاول الإمبراطور فريدرش الأول بربروسا من أسرة هوهنشتاوفن أن يكون هاينريش معه في حملته على إيطاليا، ولكن هاينريش رفض الطلب، وبذلك أصبح الصراع لا مفر منه، بحيث جُرد من ألقابه بعد معركة لينيانو في 1176 من قبل الإمبراطور فريدرش الأول والأمراء الأخرون الذين طالبوا هذه الأراضي الواسعة، وأخيراً نفي عند أراضي حماه في نورماندي في 1080، ولكنه عاد إلى ألمانيا بعد ثلاثة سنوات، وافق على الصلح مع الإمبراطور في 1185، استطاع الرجوع إلى أراضيه التي قُلصت كثيراً، فلم يبقه إلا أراضي حول براونشفايغ دون استعادة دوقيته، فـ بافاريا أُعطيت لـ أوتو الأول دوق بافاريا، في حين دوقية ساكسونيا انقسمت بين رئيس أساقفة كولونيا وأسرة أسكانيا وغيرهم، الدوق هاينريش توفي في 1195.

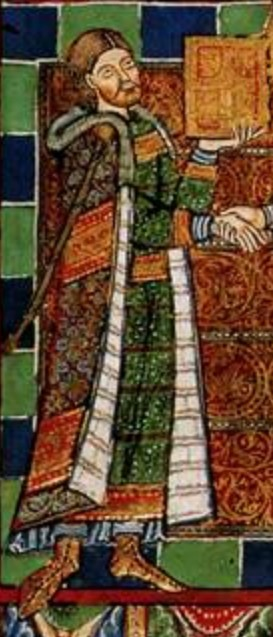
هاينريش الأسد (1130–1195)، دوق بافاريا وساكسونيا
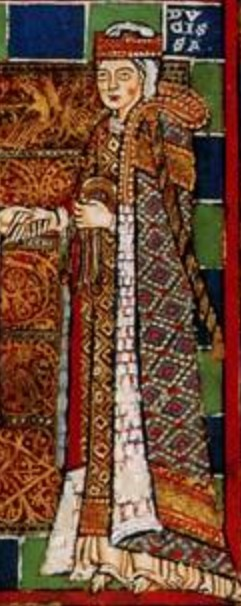
ماتيلدا بلانتاجنت (1156–1189)، زوجة هاينريش الأسد، وشقيقة ريتشارد الأول ملك إنجلترا
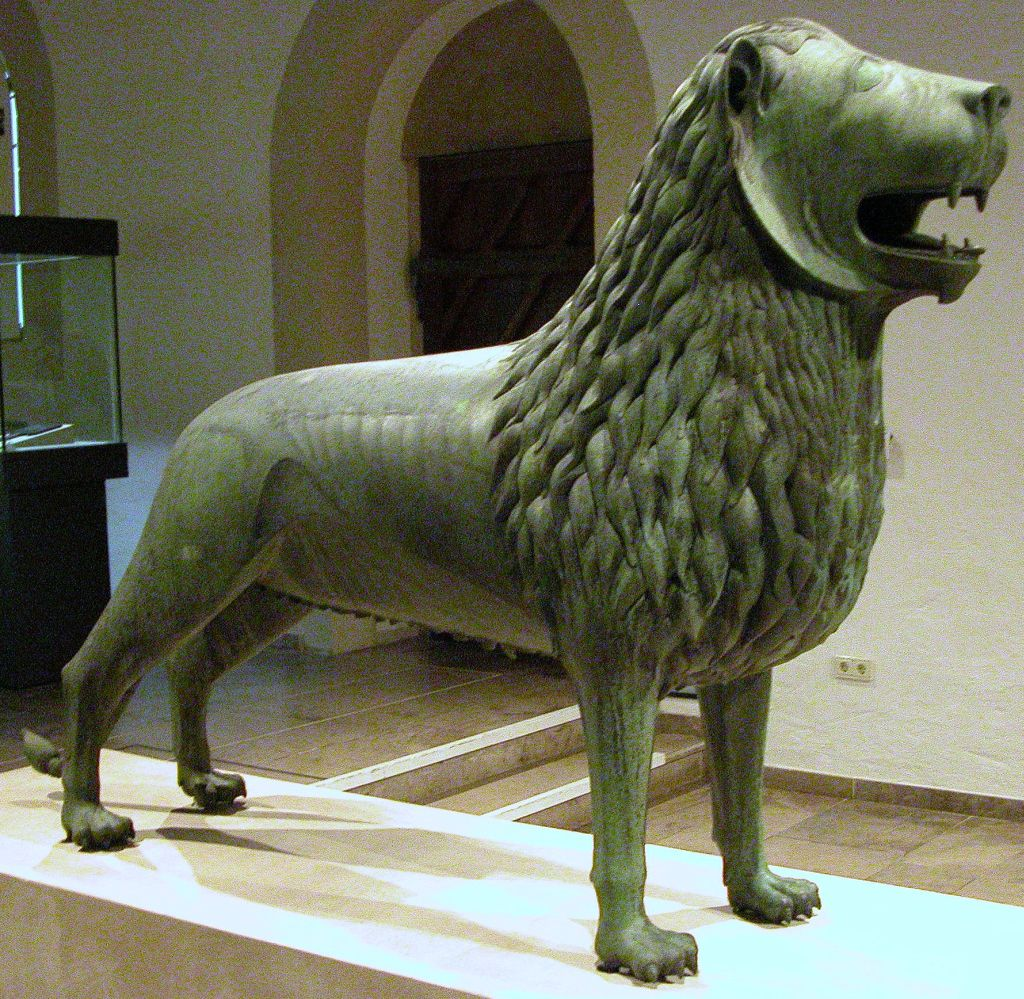
أسد براونشفايغ
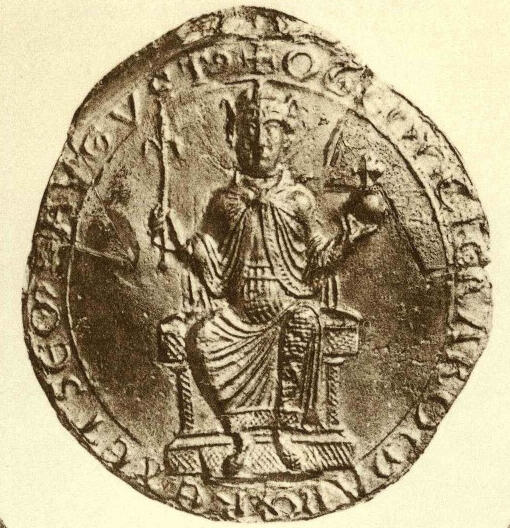
أوتو الرابع، إمبراطور روماني مقدس، أبن هاينريش الأسد وماتيلدا

## براونشفايغ وهانوفر
وأخيراً انتخب ابنه أوتو من براونشفايغ كـ ملك الرومان، وتوج كـ إمبراطور روماني مقدس بعد سنوات من صراع مع أباطرة هوهنشتاوفن، ولكنه تكبد في غضب البابا إينوسنت الثالث مما أدى إلى حرمانه كنسياً في 1215، وبعدها أُجبر على التنازل عن اللقب الإمبراطوري لصالح فريدرش الثاني من أسرة هوهنشتاوفن، وكان الوحيد من الأسرة الذي يصبح إمبراطور الروماني المقدس.

شعار دوقية براونشفايغ-لونيبورغ

لاحقاً أصبح حفيد هاينريش الأسد أوتو الطفل دوقاً على جزء من ساكسونيا في 1235 التي عُرفت بـ دوقية براونشفايغ-لونيبورغ، وتوفي هُناك في 1252، هذه الدوقية انقسمت لعدة مرات خلال عصور وسطى المتوسطة بين مختلف فروع نسل هذه الأسرة، إلا أن جميع هذه أفراد ظلوا «دوق براونشفايغ-لونيبورغ» وبالإضافة إلى «أمير لونيبورغ» و«أمير بروانشفايغ-فولفنبوتل» و«أمير كالينبيرغ-غوتينغن-غروبنهاغن» (الذي عُرف لاحقاً بـ «أمير هانوفر») وما إلى ذلك، اتسم تاريخ الدوقية اللاحقة والأقاليم التابعة لها بالعديد من الانقسامات وإعادة التوحيد، وكانت هذه الدول التابعة التي تم إنشاؤه مراراً وتكراراً، بحيث كانت الإمارة لها وضع قانوني خاص داخل الدوقية، بحيث تبقى كـ إقطاعية الإمبراطورية غير مجزأة، هذا مما جعل جميع أعضاء السلالة ذكوراً كانوا أو إناثاً يحملون لقب دوق/ دوقة براونشفايغ لونيبورغ، بالإضافة لقب الإمارة التي يتبعها كل فرع.

### إمارة براونشفايغ-فولفنبوتل
تم إنشاء هذه الإمارة في 1269، بعد تقسيم الأول لـ براونشفايغ-لونيبورغ، وفي 1432 نتيجة لتوترات متزايد مع سكان براونشفايغ نقل الفرع محل إقامته إلى قلعة فولفنبوتل، وبالتالي أصبح اسم فولفنبوتل اسم غير رسمي لهذه الإمارة، وأيضا ينتسب الإمبراطور إيفان السادس من روسيا من هذا الفرع الذي أصبح إمبراطور روسيا لعام واحد في أواخر 1740، وحتى عام 1754 انتقلت الأسرة إلى قصر براونشفايغ الجديد، وفي 1814 أصبحت إمارة دوقية براونشفايغ والتي حكمتها هذه الأسرة.

### إمارة كالينبيرغ - في وقت لاحق ناخبو براونشفايغ-لونيبورغ
في 1432 أراضي التي اكسبتها إمارة بروانشفايغ-فولفنبوتل بين ديستر ولينه أدت إلى انفصال عن إمارة كالينبيرغ، وفي 1495 استطعت التوسع حول غوتينغن، وفي 1584 عادت إلى فرع فولفنبوتل، وفي 1634 نتيجة توزيعات الميراث انتقل العائلة إلى قلعة سيلي، وفي 1635 أُعطيت لـ غيورغ الشقيق الأصغر لـ إرنست الثاني من لونيبورغ، واختار هانوفر كمقر إقامته، أُضيفت أراضي جديدة في 1665، وفي 1705 استولى فرع هانوفر على إمارة لونيبورغ، وفي 1692 حصل الدوق إرنست أوغست من خط كالينبيرغ-هانوفر على لقب الأمير الناخب في الإمبراطورية الرومانية المقدسة، وفي 1814 أصبحت مملكة هانوفر.

### الخلافة البريطانية
بسبب سياسية الدينية في بريطانيا العظمى أصبحت زوجة إرنست أوغست صوفيا بالاتينات على رأس الخلافة البريطانية بعد مرسوم التولية في 1701 لضمان الخلافة البروتستانتية في اسكتلندا وإنجلترا، بعد أن تم إزاحة جميع الكاثوليك في جميع أنحاء أوروبا الشمالية وبريطانيا العظمى من خط الخلافة، ومع ذلك صوفيا توفيت قبل أسبوعين من وفاة ابنة عمتها الملكة آن التي كانت آخر أفراد البروتستانت من أسرة ستيوارت، وبذلك خلف غيورغ (جورج الأول) الملكة في 1714، وشكل اتحاد شخصي بين تاج البريطاني وانتخابية هانوفر، والتي استمرت حتى أثناء الحروب النابليونية بعد أكثر من قرن من الزمان بعد انحلال الإمبراطورية الرومانية المقدسة في 1806، العائلة المالكة البريطانية أصبحت تُعرف بـ أسرة هانوفر.

شعار ملوك بريطانيا العظمى من أسرة هانوفر (1714–1801)
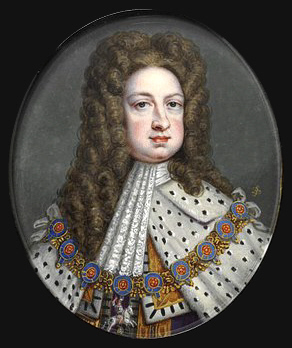
جورج الأول (1714–1727)
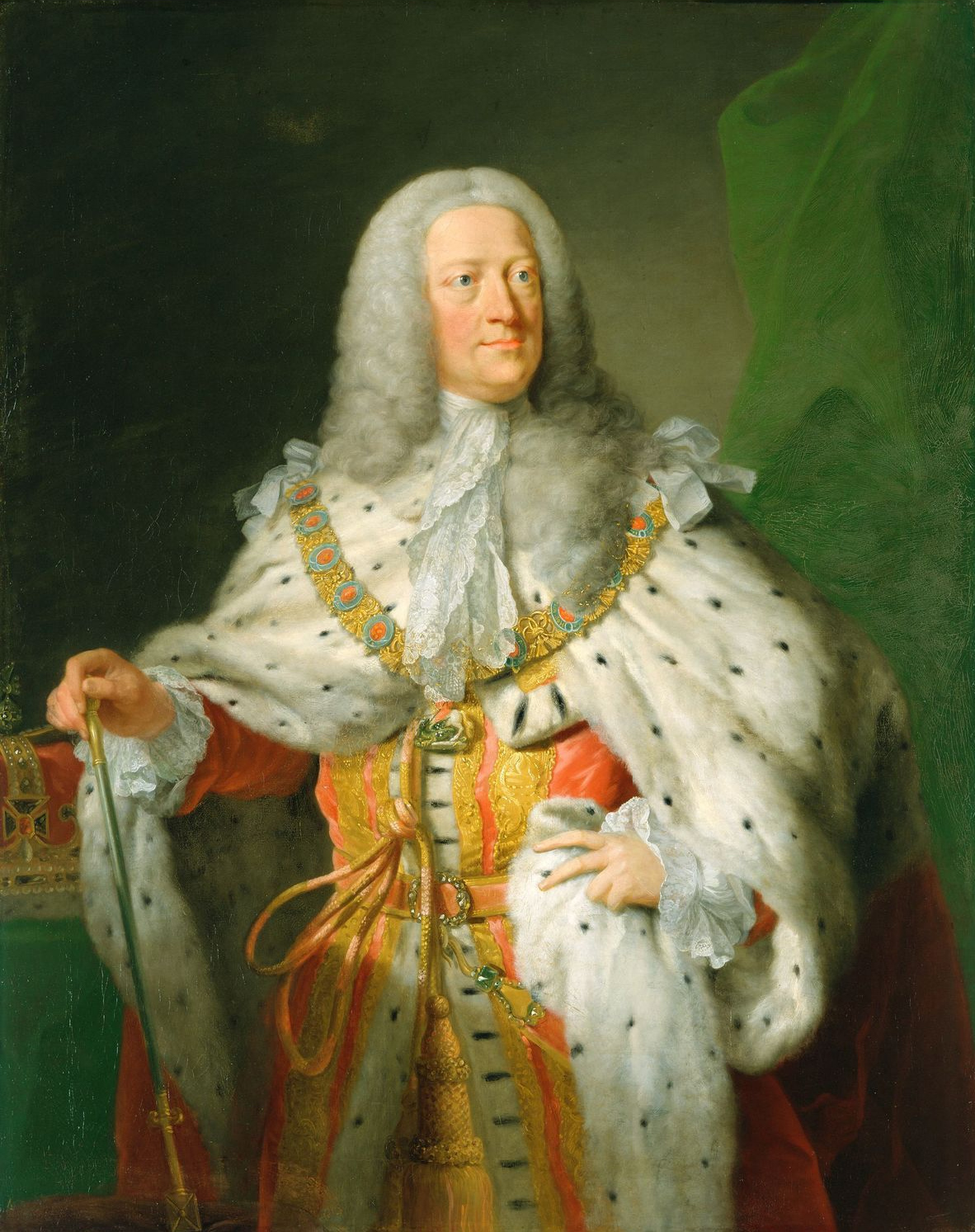
جورج الثاني (1727–1760)
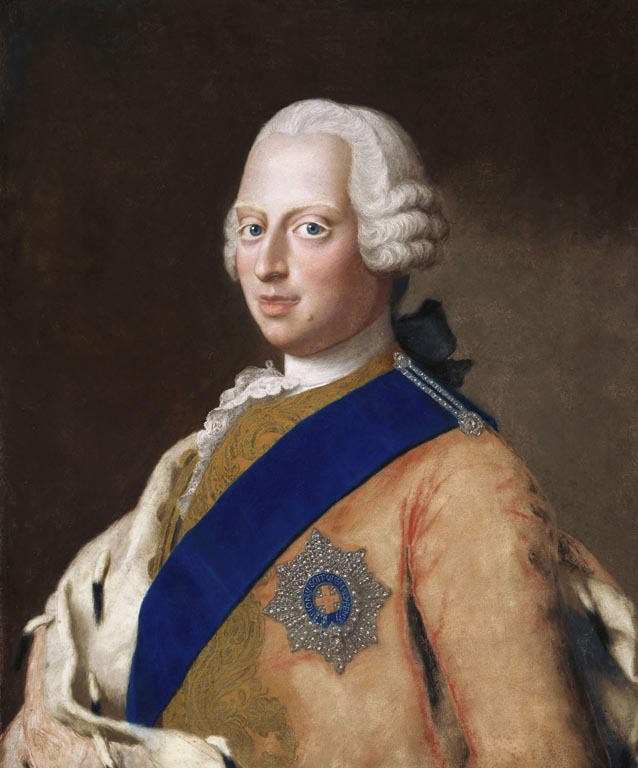
فريدريك أمير ويلز (ولد. 1707 توفي. 1751)
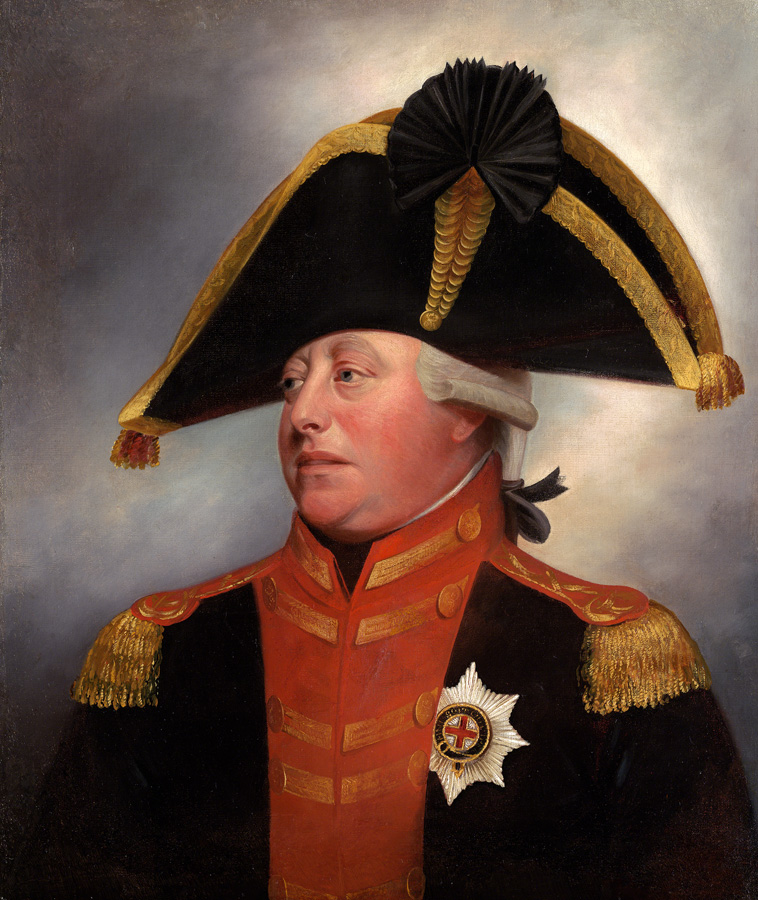
جورج الثالث (1760–1820)
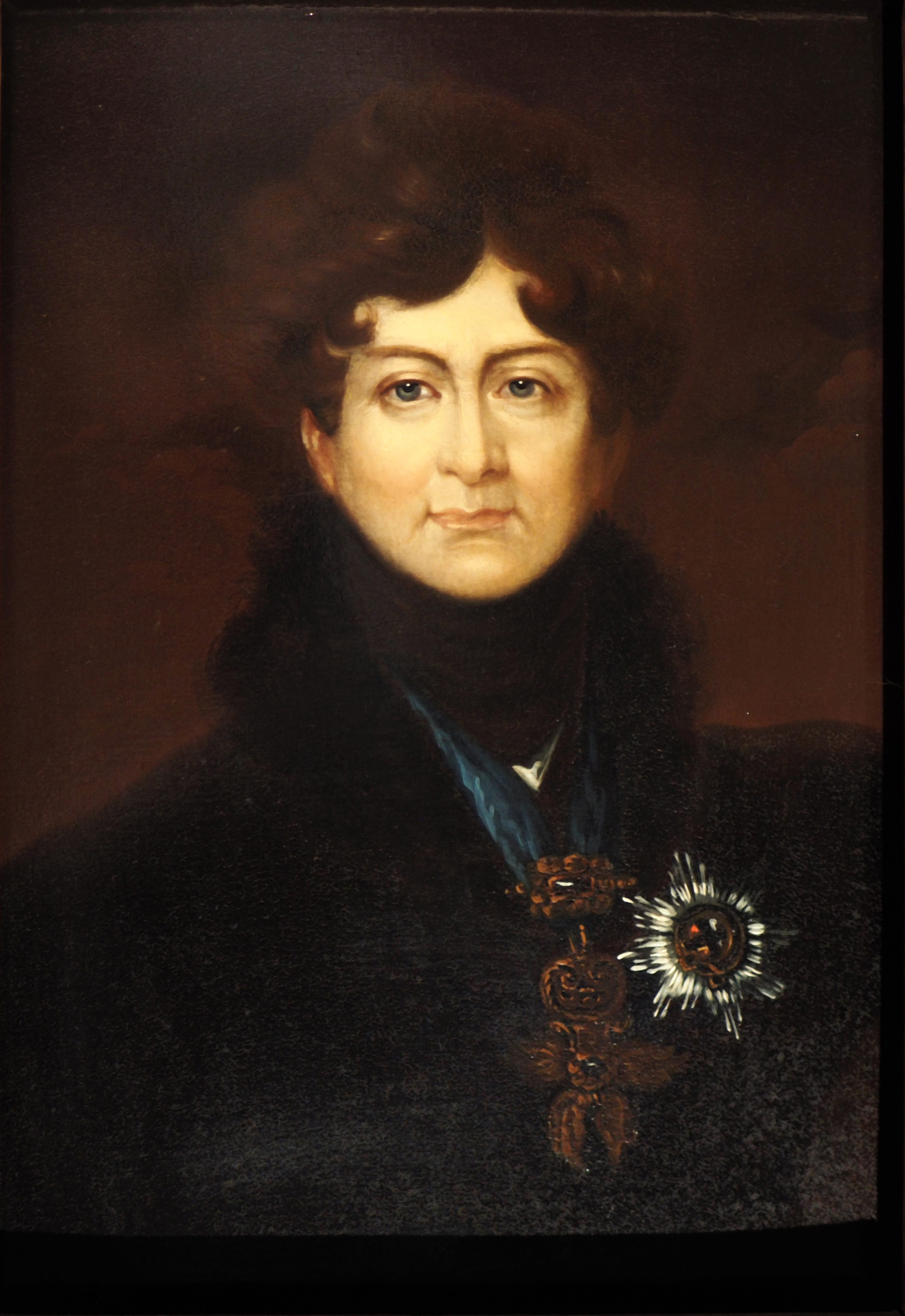
جورج الرابع (1820–1830)
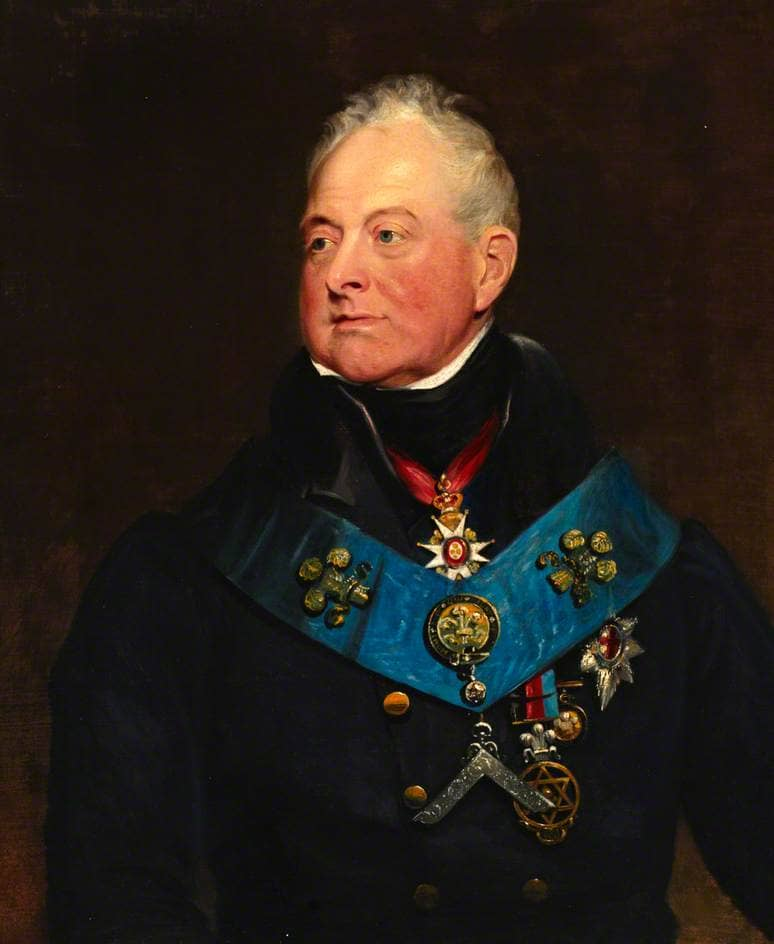
ويليام الرابع (1830–1837)
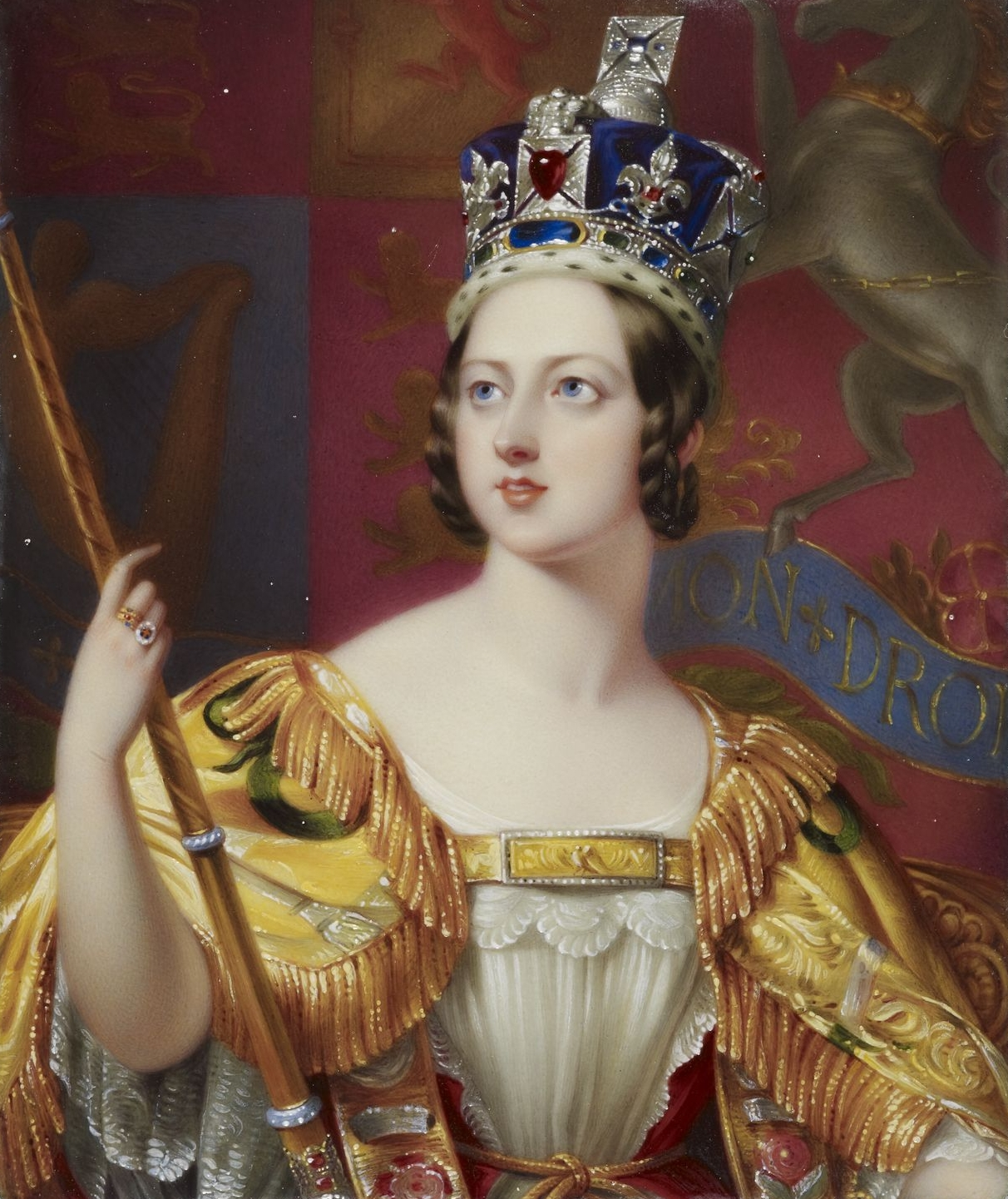
فيكتوريا (1837–1901)

### مملكة هانوفر
تم توسيع انتخابية هانوفر (الدوقية الأساسية) مع زيادة أراضي أُخرى وأصبحت مملكة هانوفر في 1814 مع مؤتمر فيينا، خلال النصف الأول من القرن التاسع عشر، حُكمت المملكة باعتبارها اتحاد شخصي مع التاج البريطاني منذ إنشائها خلال حكم جورج الثالث حتى وفاة ويليام الرابع في 1837، وبعد هذه مرحلة مُرر تاج هانوفر إلى شقيقه الأصغر إرنست أوغست دوق كمبرلاند وتافياديل بموجب القانون السالي الذي يمُنع خلافة الإناث، وفي حين انتقل العرش البريطاني إلى ابنة شقيقه الأكبر الملكة فيكتوريا ونسلها ينتمي إلى أسرة ساكس-كوبرغ وغوتا أحد فروع أسرة فتين، وفي عام 1917 تم تغيير الاسم إلى أسرة وندسور.
انحلت مملكة هانوفر في 1866 كان أخر حكامها هو غيورغ الخامس ابن إرنست أوغست؛ بحيث كان حليف النمساويين خلال الحرب النمساوية البروسية، وبذلك ضمتها بروسيا إليها بعد هزيمة النمسا، وأصبحت مقاطعة هانوفر البروسية، غادر نحو المنفى في غموندين بالنمسا، وبنى قلعة كمبرلاند.

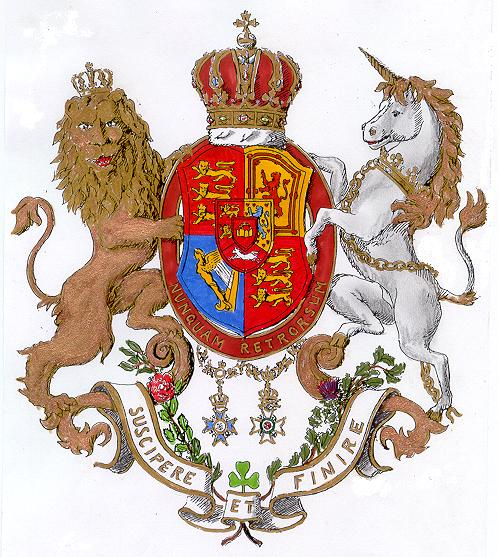
شعار مملكة هانوفر 1837
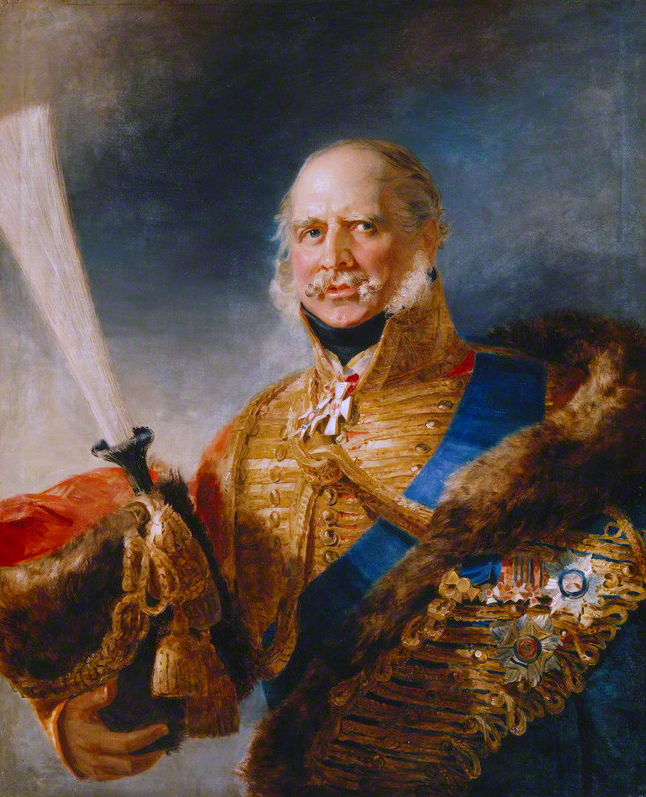
الملك إرنست أوغست الأول من هانوفر (1771–1851)
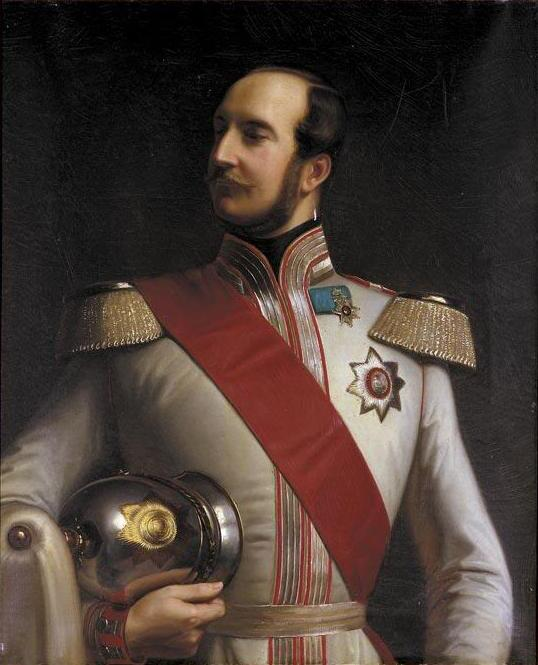
الملك جورج الخامس من هانوفر (1819–1878)

### خلافة براونشفايغ

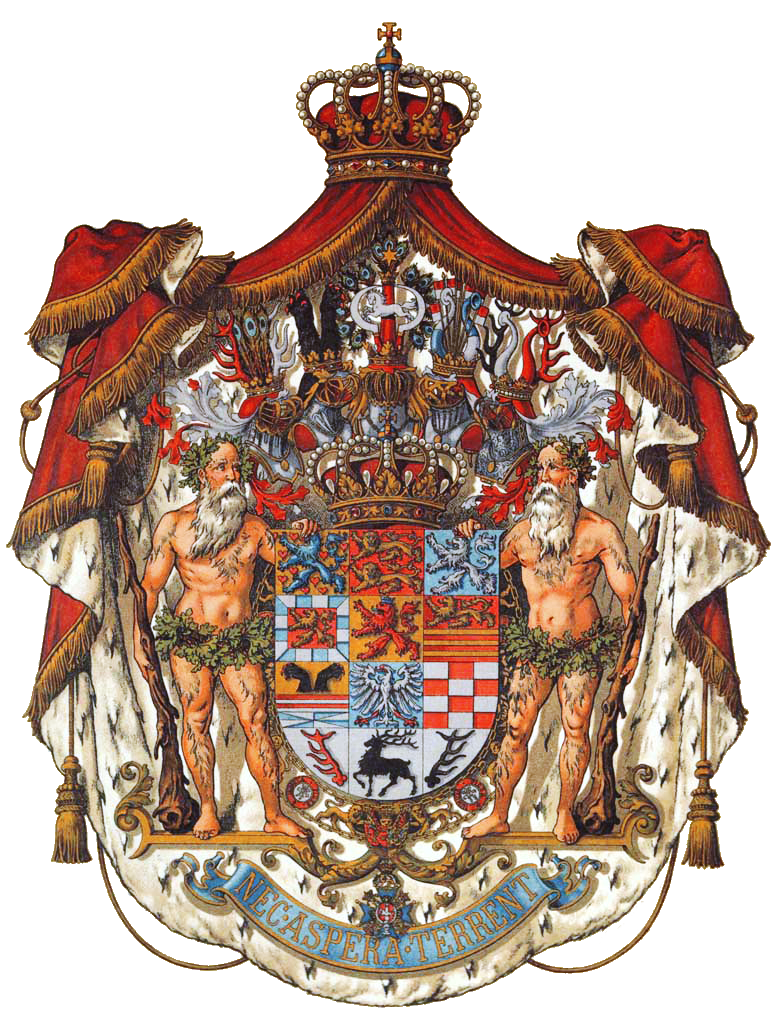
شعار دوقية براونشفايغ

كان الفرع الأصغر الذين حكم براونشفانغ فولفنبوتل استطاع إنشاء الدوقية ذات سيادة في براونشفايغ في 1814 بعد إنتهاء حروب النابليونية، ولكن هذا الفرع انقرض في 1884، على الرغم من أن الدوقية كان ينبغي أن تكون من ميراث دوق كمبرلاند ابن غيورغ الخامس أخر ملوك هانوفر لأنه أقرب وريث، ومع ذلك وبسبب الاشتباه البروسي له ظل العرش في براونشفايغ شاغراً حتى 1913 عندما استطاع ابنه إرنست أوغست زواج من ابنة الإمبراطور فيلهلم الثاني الذي سُمح له أن يرث الدوقية، ومع ذلك كان عهده قصير الأجل بسبب الانتهاء النظام الإمبراطوري في 1918 بعد الحرب العالمية الأولى.
ولا تزال نسل السلالة موجود حتى وقتنا هذا، كان آخر شخص من سلالة يجلس على العرش الأوروبي هي فريدريكا الهانوفرية، ملكة اليونان القرينة († 1981)؛ هي والدة صوفيا ملكة إسبانيا والملك قسطنطين الثاني آخر ملوك اليونان، في حين تزوج شقيق فريدريكا الأمير غيورغ فيلهلم الهانوفري من الأميرة صوفي من اليونان والدنمارك شقيقة الكبرى لـ فيليب دوق إدنبرة، رئيس الأسرة الحالي هو ابن شقيق فريدريكا إرنست أوغست الزوج الثالث لـ كارولين الموناكوية.

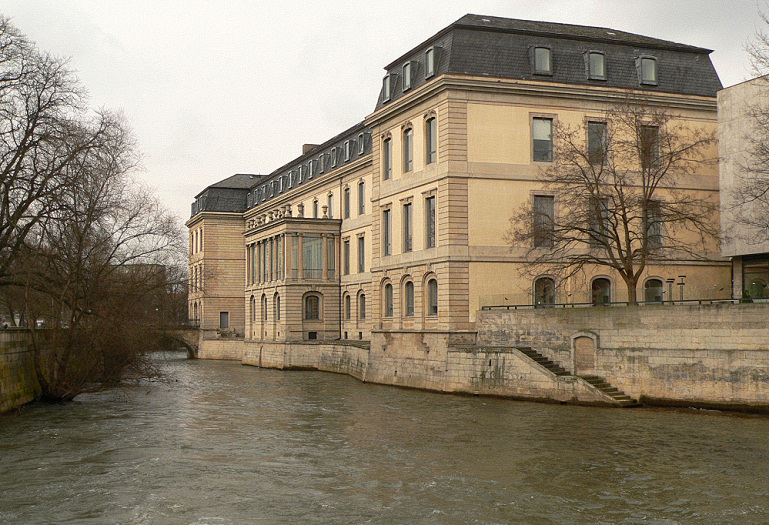
قلعة لينه في هانوفر
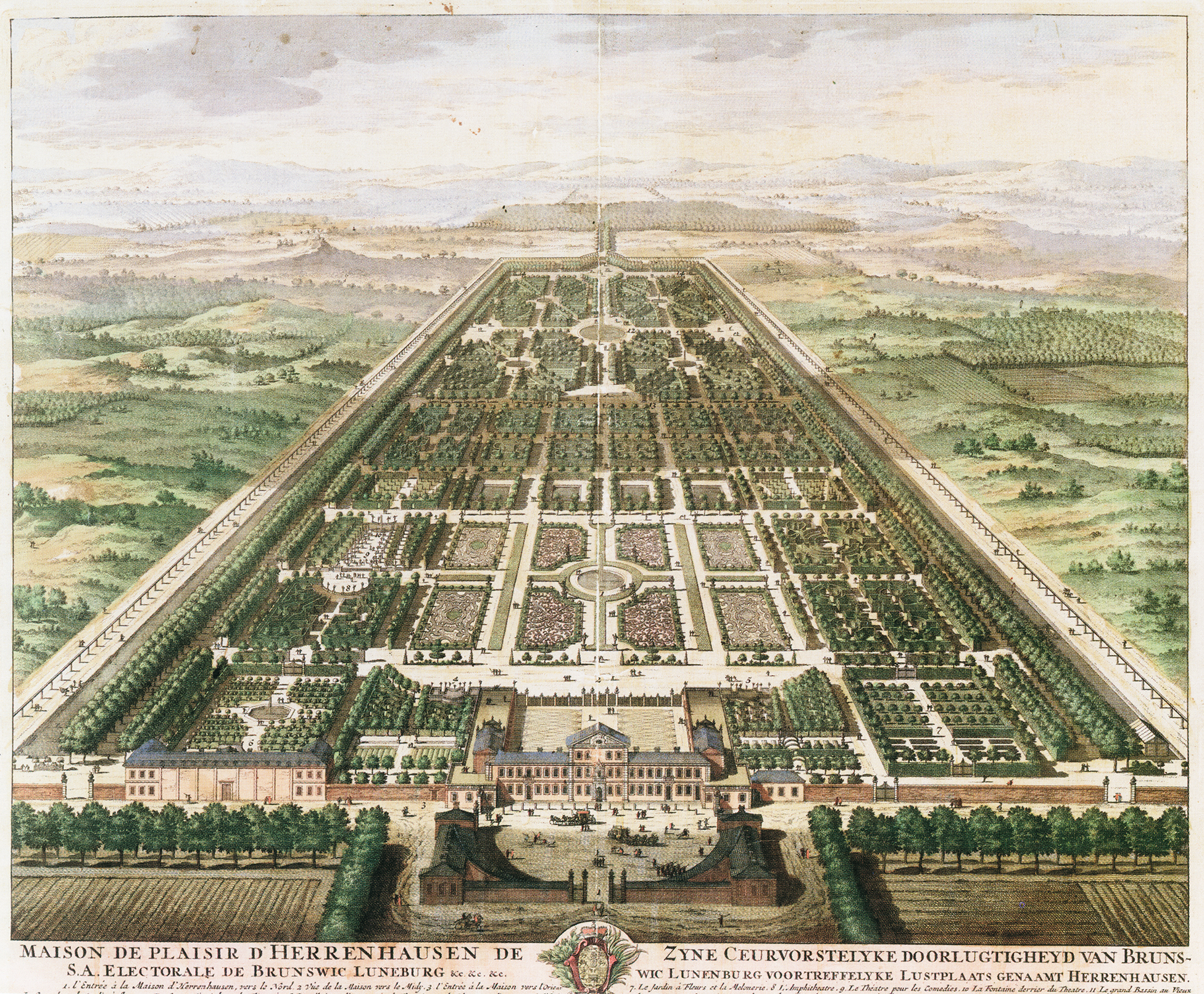
حدائق ملوك هانوفر وقصر في هانوفر
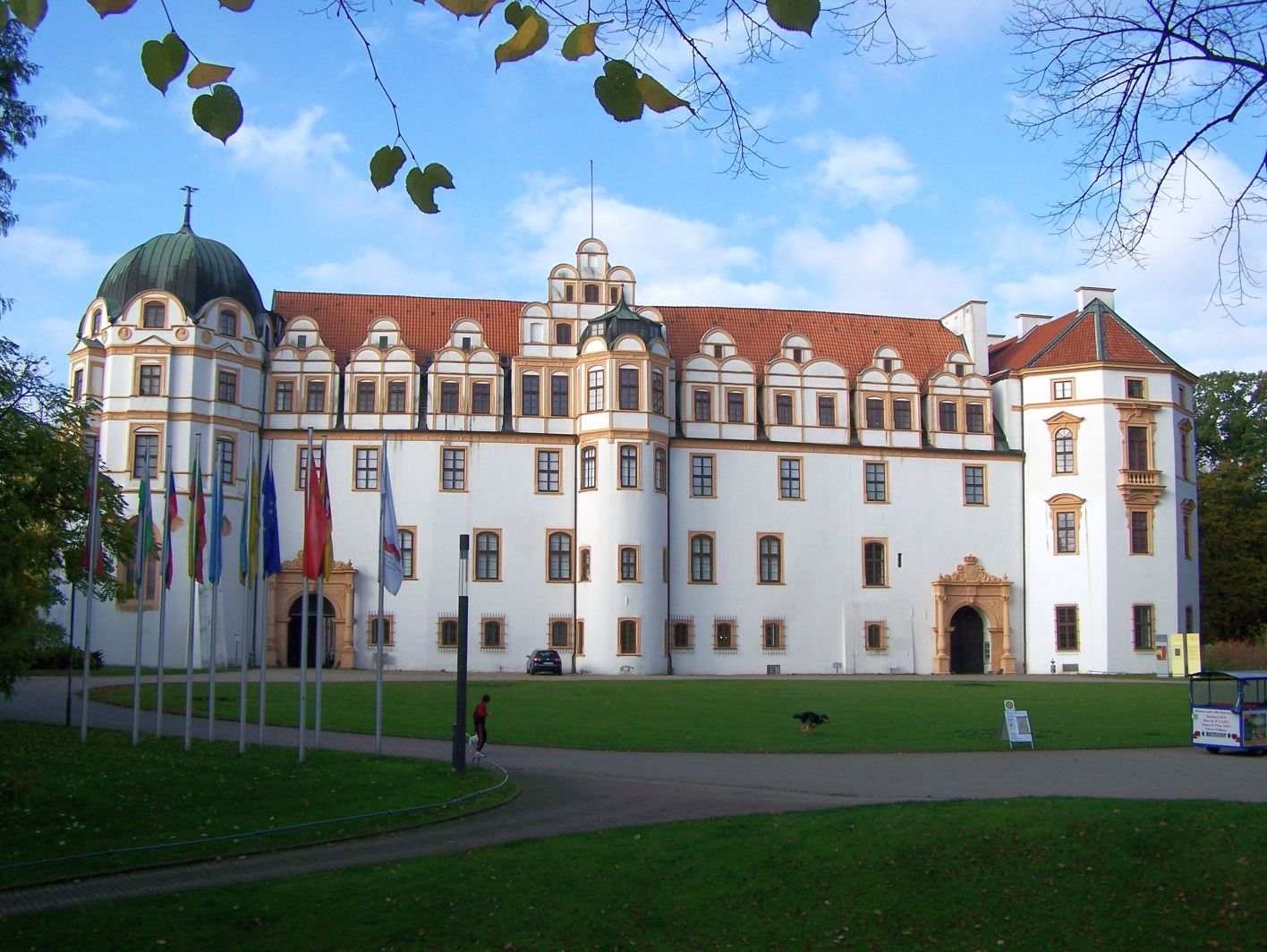
قلعة سيلي
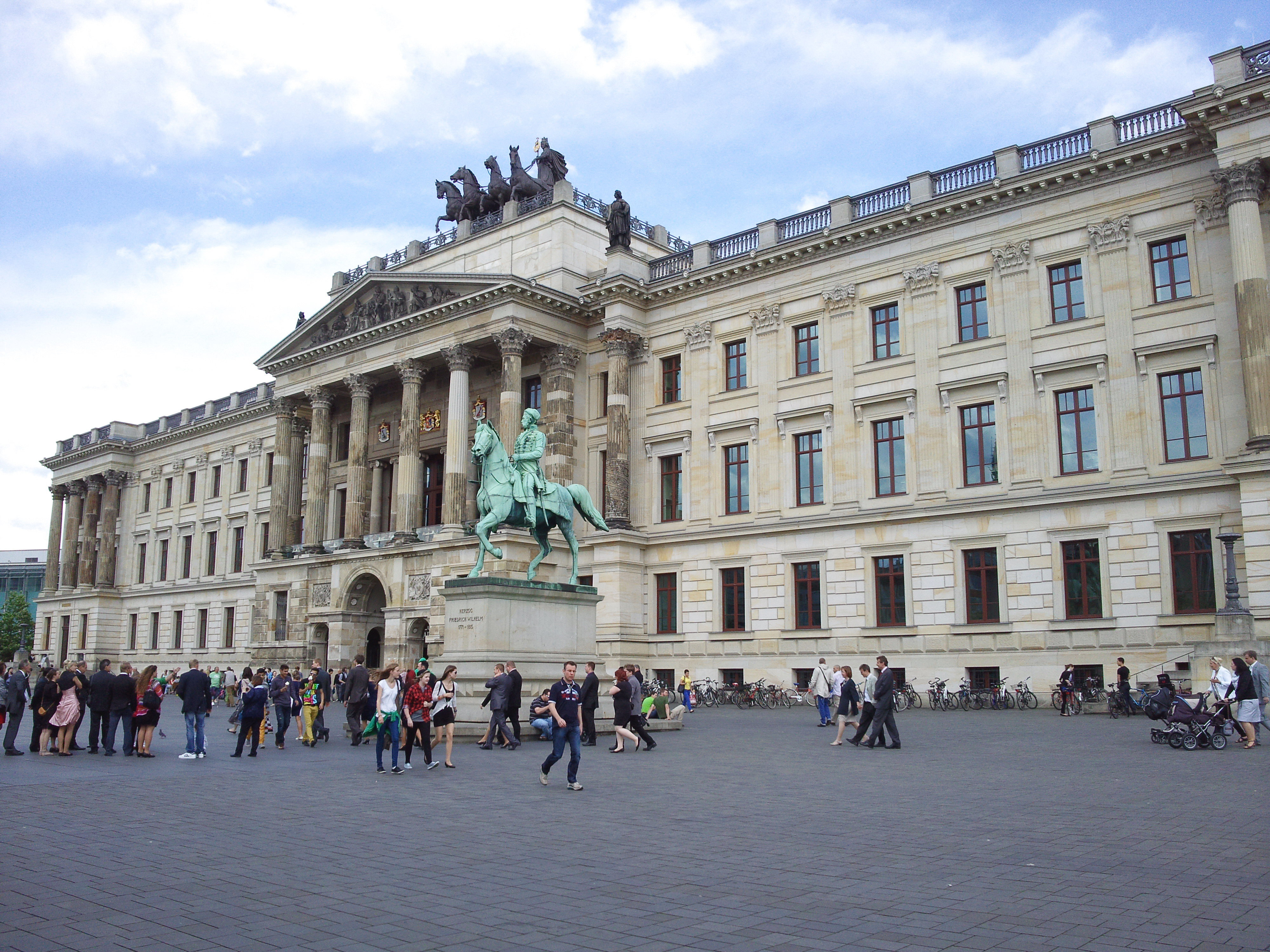
قصر براونشفايغ
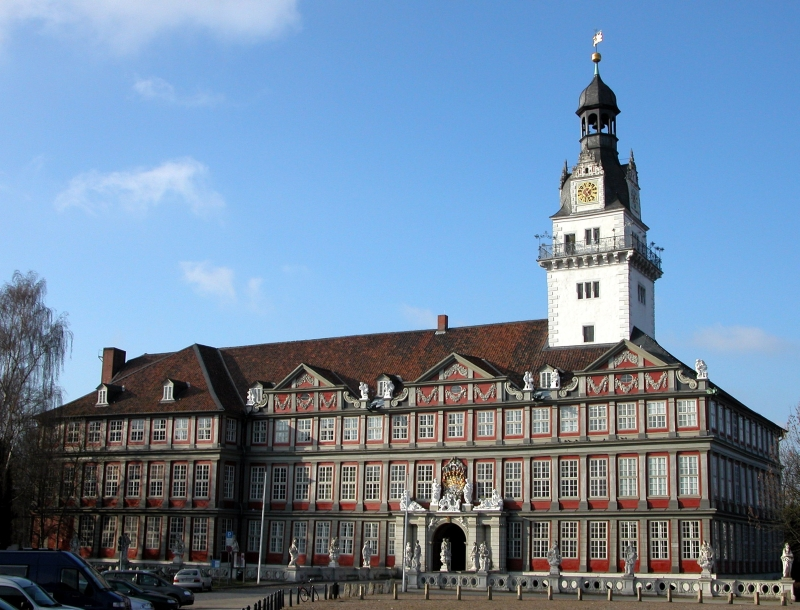
قلعة فولفنبوتل
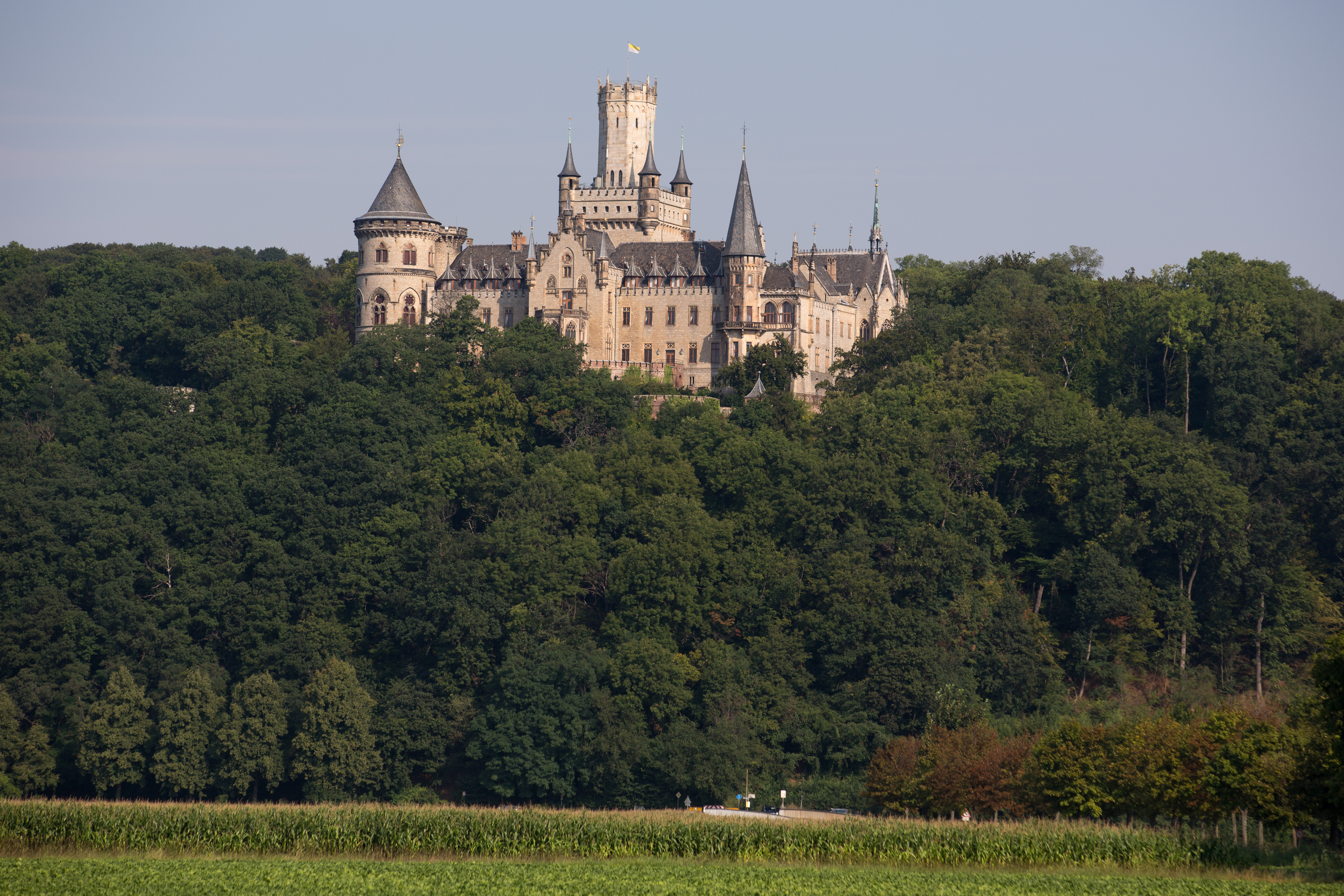
قلعة مارينبورغ، هو مقر الحالي لأمراء هانوفر

## شجرة الأسرة
فلف الأول دوق بافاريا
- - فلف الثاني دوق بافاريا×ماتيلد التوسكانية
  -  هاينريش التاسع دوق بافاريا×فولفيلد الساكسونية
    - جوديث×فريدرش الثاني دوق شوابيا
      -  آل هوهنشتاوفن

    - المطوب كونراد
    - فلف السادس مارغريف توسكانا
      -  فلف السابع مارغريف توسكانا

    -  هاينريش العاشر دوق بافاريا
      -  هاينريش الثاني عشر دوق بافاريا والثالث دوق ساكسونيا
        - هاينريش الخامس كونت بالاتينات-الراين
          - هاينربش السادس كونت بالاتينات-الراين
          -  أغنيس×أوتو الثاني دوق بافاريا
            -  آل فيتلسباخ

        - أوتو الرابع إمبراطور الروماني المقدس
        -  فيلهلم لورد لونينبورغ×هيلينا الدنماركية
          -  أوتو الأول دوق براونشفايغ-لونيبورغ
            - يوهان الأول دوق براونشفايغ-لونيبورغ
              - إليزابيث×يوهان الثاني كونت أولدنبورغ
                - آل أولدنبورغ

              -  أوتو الثاني دوق براونشفايغ-لونيبورغ
                - أوتو الثالث دوق براونشفايغ-لونيبورغ
                -  فيلهلم الثاني دوق براونشفايغ-لونيبورغ
                  - إليزابيث×أوتو دوق ساكس-فيتنبرغ
                    - ألبرت فون ساكس-فيتنبرغ دوق لونيبورغ

                  -  ماتيلدا×لودفيغ من فولفنبوتل

            - ألبرت الأول دوق براونشفايغ-لونيبورغ
              - هاينريش الأول دوق براونشفايغ-غروبنهاغن
                - إيرين×أندرونيكوس الثالث باليولوج إمبراطور البيزنطي
                - هاينريش الثاني دوق براونشفايغ-غروبنهاغن
                  - أوتو أمير تارانتو×جوفانا الأولى ملكة نابولي
                  - فيليب كونستابل مملكة بيت المقدس
                    - هلفيس×جاكوب الأول ملك قبرص
                      - آل لوزينيان-بواتييه

                  -  بالتازار ديسبوت رومانيا

                - إرنست الأول دوق براونشفايغ-غروبنهاغن
                  - ألبرت الأول دوق براونشفايغ-غروبنهاغن×أغنيس من لونيبورغ
                    - إريك الأول دوق براونشفايغ-غروبنهاغن×إليزابيث من براونشفايغ-غوتينغن
                      - آنا×ألبرشت الثالث دوق بافاريا××فريدرش الثالث دوق براونشفايغ-غوتينغن-كالينبيرغ
                        - آل بافاريا-ميونخ

                      - هاينريش الثالث دوق براونشفايغ-غروبنهاغن
                        - هاينريش الرابع دوق براونشفايغ-غروبنهاغن

                      - إرنست الثاني دوق براونشفايغ-غروبنهاغن
                      - ألبرت الثاني دوق براونشفايغ-غروبنهاغن
                        - فيليب الأول دوق براونشفايغ-غروبنهاغن
                          - إرنست الثالث دوق براونشفايغ-غروبنهاغن
                            - إليزابيث×هانس الثاني دوق شليسفيغ-هولشتاين-سوندربورغ
                              - آل شليسفيغ-هولشتاين-سوندربورغ

                          - فولفغانغ دوق براونشفايغ-غروبنهاغن
                          - فيليب الثاني دوق براونشفايغ-غروبنهاغن×كلارا من فولفنبوتل

                  - فريدرش دوق براونشفايغ-غروبنهاغن
                    - أوتو الثاني دوق براونشفايغ-أوستيروده

                -  فيلهلم دوق براونشفايغ-غروبنهاغن

              - فيلهلم الأول دوق براونشفايغ-لونيبورغ
              - لوثر سيد الأكبر للفرسان التيوتون
              - ألبرت الثاني دوق براونشفايغ-غوتينغن
                - أوتو دوق براونشفايغ-غوتينغن
                - إرنست الأول دوق براونشفايغ-غوتينغن
                  - أوتو الأول دوق براونشفايغ-غوتينغن
                    - إليزابيث×إريك الأول دوق براونشفايغ-غروبنهاغن
                    - أوتو الثاني دوق براونشفايغ-غوتينغن

                - ماغنوس الأول دوق براونشفايغ-فولفنبوتل
                  - لودفيغ×ماتيلدا من لونيبورغ
                  - ماغنوس الثاني دوق براونشفايغ-فولفنبوتل
                    - كاثرين إليزابيث- جدة كريستيان الأول ملك الدنمارك والنرويج والسويد من والدته
                    - فريدرش الأول دوق براونشفايغ-فولفنبوتل، الإمبراطور المنتخب
                    - هاينريش الأول دوق براونشفايغ-لونيبورغ
                      - كاثرين×فريدرش الأول ناخب ساكسونيا
                        -  آل فتين

                      - فيلهلم دوق براونشفايغ-لونيبورغ
                        - فريدرش الثالث دوق براونشفايغ-غوتينغن-كالينبيرغ×آنا من غروبنهاغن××مارغريت فون ريتبيرغ
                        -  فيلهلم الرابع دوق براونشفايغ-كالينبيرغ-فولفنبوتل-غوتينغن
                          - هاينريش الرابع دوق براونشفايغ-فولفنبوتل
                            - كاثرين- جدة إريك الرابع عشر ملك السويد وفريدريك الثاني ملك الدنمارك والنرويج
                            - هاينريش الخامس دوق براونشفايغ-فولفنبوتل -أخر كاثوليكي من الفرع
                              - كاثرين- جدة يوهان زيغسمونت ناخب براندنبورغ ودوق بروسيا
                              - كلارا×فيليب الثاني دوق براونشفايغ-غروبنهاغن
                              - يوليوس دوق براونشفايغ-فولفنبوتل-كالينبيرغ
                                - إليزابيث×أدولف الحادي عشر كونت هولشتاين-شاوينبورغ-بينبورغ××كريستوفر دوق براونشفايغ-هاربورغ
                                - هيدفيغ×أوتو الثالث دوق براونشفايغ-هاربورغ
                                - هاينريش يوليوس دوق براونشفايغ-فولفنبوتل-كالينبيرغ
                                  - صوفي هيدفيغ×إرنست كاريميز دوق ناساو-ديتس
                                    - آل ناساو-ديتس

                                  - إليزابيث×أغسطس الساكسوني××يوهان فيليب دوق ساكس-ألتنبورغ
                                    - دوقات الإرنستية

                                  - فريدرش أولريخ دوق براونشفايغ-فولفنبوتل-كالينبيرغ
                                  - كريستيان - قائد عسكري

                          - إريك الأول دوق براونشفايغ-كالينبيرغ
                            - آنا ماريا×ألبرشت دوق بروسيا
                              - آل هوهنتسولرن البروسي

                            - إريك الثاني دوق براونشفايغ-كالينبيرغ

                      - هاينريش الثاني دوق براونشفايغ-فولفنبوتل

                    - أغنيس×ألبرت الأول دوق براونشفايغ-غروبنهاغن
                    - أغنيس×بوركهارد الخامس كونت مانسفيلد××بوغيسلاف السادس دوق بوميرانيا×××ألبريكت ملك السويد المخلوع
                    - برنارد الأول دوق براونشفايغ-لونيبورغ
                      - أوتو الرابع دوق براونشفايغ-لونيبورغ
                      -  فريدرش الثاني دوق براونشفايغ-لونيبورغ
                        - برنارد الثاني دوق براونشفايغ-لونيبورغ
                        - أوتو الخامس دوق براونشفايغ-لونيبورغ
                          - هاينريش الأول دوق براونشفايغ-لونيبورغ
                            - أوتو الأول دوق براونشفايغ-هاربورغ
                              - أوتو الثاني دوق براونشفايغ-هاربورغ
                                - أوتو هاينريش دوق براونشفايغ-هاربورغ
                                - فيلهلم أوغست دوق براونشفايغ-هاربورغ
                                - كريستوفر دوق براونشفايغ-هاربورغ×إليزابيث من فولفنبوتل
                                - أوتو الثالث دوق براونشفايغ-هاربورغ×هيدفيغ من فولفنبوتل

                            - فرانتس دوق جيفهورن
                            - إرنست الأول دوق براونشفايغ-لونيبورغ
                              - فرانتس أوتو الثالث دوق براونشفايغ-لونيبورغ
                              - هاينريش دوق براونشفايغ-داننبرغ
                                - يوليوس إرنست دوق براونشفايغ-داننبرغ×ماريا من أوستفريزلاند××سيبيل من لونيبورغ
                                  -  ماريا كاثرين×أدولف فريدرش الأول دوق مكلنبورغ-شفيرين
                                    -  آل مكلنبورغ-شفيرين

                                - أوغست الثاني دوق براونشفايغ-فولفنبوتل
                                  - رودولف أوغست دوق براونشفايغ-فولفنبوتل
                                    - كريستين صوفي×أوغست فيلهلم دوق براونشفايغ-فولفنبوتل

                                  - أنطون أولريخ دوق براونشفايغ-فولفنبوتل
                                    - إليزابيث إليونور×يوهان غيورغ فون مكلنبورغ-شفيرين××برنارد الأول دوق ساكس ماينينغن
                                      - آل ساكس-مايننغن

                                    - أوغست فيلهلم دوق براونشفايغ-فولفنبوتل×كريستين صوفي من فولفنبوتل××صوفي أمالي من هولشتاين-غوتورب×××إليزابيث صوفي ماري من شليسفيغ-هولشتاين-سوندربورغ-نوربورغ
                                    - لودفيغ رودولف دوق براونشفايغ-فولفنبوتل
                                      - إليزابيث كريستين×الإمبراطور كارل السادس
                                        - آل هابسبورغ-النمسا

                                      - شارلوت كريستين×تسارفيتش ألكيسي الروسي
                                        - بيوتر الثاني إمبراطور روسيا

                                      - أنطوانيت أمالي×فرديناند ألبرت الثاني دوق براونشفايغ-فولفنبوتل

                                  - فرديناند ألبرت الأول دوق براونشفايغ-فولفنبوتل-بيفيرن
                                    - فرديناند ألبرت الثاني دوق براونشفايغ-فولفنبوتل×أنطوانيت أمالي من فولفنبوتل
                                      - كارل الأول دوق براونشفايغ-فولفنبوتل×فيليبينه شارلوته البروسية
                                        - كارل الثاني دوق براونشفايغ-فولفنبوتل×أوغستا البريطانية
                                          - أوغسته كارولين×فريدرش الثالث كونت فورتمبيرغ
                                            - آل فورتمبيرغ

                                          - كارولين×جورج الرابع ملك المملكة المتحدة
                                          - فريدرش فيلهلم دوق براونشفايغ
                                            - كارل الثاني دوق براونشفايغ
                                            - فيلهلم دوق براونشفايغ

                                        - آنا أماليا×إرنست أوغست الثاني دوق فايمار-إيزناخ الأكبر
                                          - آل ساكس-فايمار-آيزنباخ

                                      - أنطون أولريخ
                                        - إيفان السادس إمبراطور روسيا

                                      - إليزابيث كريستين×فريدرش الثاني ملك بروسيا
                                      - لويز×الأمير أوغست فيلهلم البروسي
                                        - آل هوهنتسولرن

                                      - صوفي أنطوانيت×إرنست فريدرش دوق ساكس-كوبرغ-زالفلد
                                        - آل ساكس-زالفلد

                                      - يوليانا ماريا×فريديريك الخامس ملك الدنمارك-النرويج
                                        - آل أولدنبورغ الملكية

                                    - إرنست فرديناند دوق براونشفايغ-فولفنبوتل-بيفيرن
                                      - أوغست فيلهلم دوق براونشفايغ-فولفنبوتل-بيفيرن
                                      - غيورغ لودفيغ دوق براونشفايغ-فولفنبوتل-بيفيرن
                                        - ستوفلت-كاثرين محظية كريستيان السابع ملك الدنمارك-النرويج

                                      - فريدرش كارل فرديناند دوق براونشفايغ-فولفنبوتل-بيفيرن مشير دنماركي

                              - فيلهلم دوق براونشفايغ-لونيبورغ
                                - إرنست الثاني دوق براونشفايغ-لونيبورغ
                                - كريستيان دوق براونشفايغ-لونيبورغ
                                - أوغست الأول دوق براونشفايغ-لونيبورغ
                                - دوروثيا×كارل الأول كونت بالاتينات-تسفايبروكن-بيركنفلد
                                  -  آل بالاتينات-بيركنفلد

                                - فريدرش الرابع دوق براونشفايغ-لونيبورغ
                                - غيورغ دوق براونشفايغ-كالينبيرغ
                                  - كريستيان لودفيغ دوق براونشفايغ-كالينبيرغ-لونيبورغ
                                  - غيورغ فيلهلم دوق براونشفايغ-كالينبيرغ-لونيبورغ ودوق ساكس لاونبورغ
                                    - صوفيا أميرة تسيليه×غيورغ لودفيغ دوق براونشفايغ-كالينبيرغ

                                  - يوهان فريدرش دوق براونشفايغ-كالينبيرغ
                                    - كارلوتا فيليشيتا×رينالدو داستي دوق مودينا وريدجو
                                      - آل إستي

                                    - فيلهلمينه×الإمبراطور يوزف الأول
                                      - آل هابسبورغ-النمسا

                                  - صوفي أمالي×فريدريك الثالث ملك الدنمارك والنرويج
                                    - آل أولدنبورغ الملكية

                                  - إرنست أوغست دوق براونشفايغ-كالينبيرغ وناخب هانوفر×صوفي بالاتينات
                                    - غيورغ لودفيغ دوق براونشفايغ-كالينبيرغ-لونيبورغ ناخب هانوفر "جورج الأول ملك بريطانيا العظمى"×صوفيا من تسيليه
                                      - غيورغ أوغست ناخب هانوفر "جورج الثاني ملك بريطانيا العظمى"
                                        - فريدرش لودفيغ "فريدريك أمير ويلز"
                                          - أوغستا×كارل الثاني دوق براونشفايغ-فولفنبوتل
                                          - جورج الثالث ملك المملكة المتحدة وملك هانوفر
                                            - جورج الرابع ملك المملكة المتحدة وملك هانوفر×كارولين من فولفنبوتل
                                              - شارلوت أميرة ويلز×ليوبولد فون ساكس-كوبرغ-زالفلد

                                            - فريدريك دوق يورك وألباني
                                            - ويليام الرابع ملك المملكة المتحدة وملك هانوفر
                                            - شارلوت، أميرة ملكية×فريدرش الأول ملك فورتمبيرغ
                                            - إدوارد دوق كينت وستراثرن×فيكتوريا من ساكس-كوبرغ-زالفلد
                                              - فيكتوريا ملكة المملكة المتحدة×ألبرت من ساكس-كوبرغ وغوتا
                                                -  آل ساكس-كوبرغ وغوتا ثم آل وندسور

                                            - إرنست أوغست ملك هانوفر ودوق كمبرلاند وتافياديل
                                              - غيورغ الخامس ملك هانوفر ودوق كمبرلاند وتافياديل×ماري فون ساكس-ألتينبورغ
                                                - إرنست أوغست ولي عهد هانوفر ودوق كمبرلاند وتافياديل×ثيرا الدنماركية
                                                  - ماري لويز×ماكس فون بادن مستشار ألمانيا
                                                    - آل بادن

                                                  - غيورغ فيلهلم أمير هانوفر
                                                  - ألكسندرا×فريدرش فرانتس الرابع دوق مكلنبورغ-شفيرين الأكبر
                                                    - آل مكلنبورغ-شفيرين

                                                  - إرنست أوغست دوق براونشفايغ×فيكتوريا لويز البروسية
                                                    - إرنست أوغست أمير براونشفايغ الوراثي
                                                      - إرنست أوغست رئيس الأسرة×شانتال هوشولي××كارولين الموناكية
                                                        - الأمير إرنست أوغست×إيكاترينا ماليشيفا
                                                          - الأمير فلف أوغست

                                                        - الأمير كريستيان
                                                        - الأميرة ألكسندرا

                                                      - الأمير لودفيغ رودولف
                                                        - الأمير أوتو هاينريش

                                                      - ألكسندرا×أندرياس أمير لينينغن الثامن
                                                        - آل لينينغن

                                                      - الأمير هاينريش
                                                        - الأمير ألبرت تيلو
                                                        - الأمير يوليوس إدوارد

                                                    - الأمير غيورغ فيلهلم
                                                      - الأمير فلف إرنست أوغست
                                                      - الأمير غيورغ بول
                                                      -  الأميرة فريديريكه إليزابيث

                                                    - فريديريكه×بول ملك اليونان
                                                      - آل غلوكسبورغ-اليوناني

                                                    - الأمير كريستيان أوسكار
                                                    - الأمير فلف هاينريش

                                            - أوغسطس فريدريك دوق ساسكس
                                            - أدولفوس دوق كامبريدج
                                              - جورج دوق كامبريدج
                                              - أوغستا×فريدرش فيلهلم دوق مكلنبورغ-ستريليتس
                                                - آل مكلنبورغ-ستريليتس

                                              - ماري أديلايد×فرانتس دوق تيك
                                                - ماري تك×جورج الخامس ملك المملكة المتحدة

                                            - ماري×ويليام فريدريك دوق غلوستر وإدنبرة

                                          - إدوارد دوق يورك وألباني
                                          - ويليام هنري دوق غلوستر وإدنبرة
                                            -  ويليام فريدريك دوق غلوستر وإدنبرة×ماري البريطانية

                                          - هنري دوق كمبرلاند وستراثرن
                                          - كارولين ماتيلدا×كريستيان السابع ملك الدنمارك والنرويج
                                            - آل أولدنبورغ الملكية

                                        - آن×فيليم الرابع أمير أوراني
                                          - آل أوراني-ناساو

                                        - ويليام أغسطس دوق كمبرلاند
                                        - لويزا×فريدريك الخامس ملك الدنمارك والنرويج
                                          - آل أولدنبورغ الملكية

                                      - صوفي دوروثيا×فريدرش فيلهلم الأول ملك بروسيا
                                        - آل هوهنتسولرن

                                    - ماكسيمليان فيلهلم - مارشال إمبراطوري
                                    - صوفي شارلوته×فريدرش الأول ملك في بروسيا
                                      - آل هوهنتسولرن

                                    - إرنست أوغست دوق يورك وألباني

                                - سيبيل×يوليوس إرنست دوق براونشفايغ-داننبرغ